# Sui Ishida
Sui Ishida (石田 スイ Ishida Sui) (石田 スイ Ishida Sui, født 25. december 1986) er en japansk mangaka. Han er bedst kendt for sin horror manga, Tokyo Ghoul, en historie om en teenager, der bliver forvandlet til en ghoul. Tokyo Ghoul startede som en serie af one-shots i 2010. Serien er senere blevet til en light novel og anime. Mangaen er også blevet oversat til engelsk, hvor den toppede New York Times bestseller liste i 2015.

## Værker
| Titel             | År           | Noter                                                                | Referencer |
| ----------------- | ------------ | -------------------------------------------------------------------- | ---------- |
| Tokyo Ghoul       | 2011 - 2014  | Udgivet i Weekly Young Jump ved Shueisha Udgivet i 14 bind           | [ 2 ]      |
| Tokyo Ghoul: Jack | 2013         | Udgivet i Jump Live af Shueisha Udgivet i 1 bind                     |            |
| Tokyo Ghoul: Re   | 2014 - i dag | Udgivet i Weekly Young Jump af Shueisha Udgivet i 7 bind (Juli 2016) |            |

## References
1. ↑  Book Depository. "Tokyo Ghoul 1". bookdepository.com. Hentet 29. marts 2016.
2. 1 2  "Tokyo Ghoul Manga to End This Month". Anime News Network. Hentet 15. december 2015.
3. ↑  "New York Times Manga Best Seller List, November 22-28 - News (2015-12-04) - Anime News Network". Anime News Network. Hentet 11. december 2015.
4. ↑  http://www.nytimes.com/best-sellers-books/2015-07-05/manga/list.html